# J. Robert Oppenheimer Memorial Prize
Der J. Robert Oppenheimer Memorial Prize ist ein Preis für Theoretische Physik, der 1969 bis 1984 jährlich von der University of Florida (Centre of Theoretical Physics, CTP) in Miami verliehen wurde und nach Robert Oppenheimer benannt ist (der an der Gründung des CTP beteiligt war). Er war mit 1000 Dollar dotiert und einer Goldmedaille.
Der erste Preisträger war Paul Dirac, der die dazu gehaltene Rede 1971 als The Development of Quantum Theory als Buch veröffentlichte (und damals schon in Florida in Tallahassee an der Florida State University lehrte).
Der Preis wurde im Wesentlichen für Theoretische Physik verliehen, in der ursprünglichen Auslobung wurde jedoch auch Mathematik, Chemie, Biologie, Wissenschaftsphilosophie erwähnt. Mehrere Jahre wurde der Preis vom theoretischen Chemiker Alfred Sklar und seiner Frau Olga gesponsert. Die Initiative für den Preis ging von Behram Kurşunoğlu aus.

## Preisträger
- 1969 – Paul Dirac[2]
- 1970 – Freeman J. Dyson[3]
- 1971 – Abdus Salam[4]
- 1972 – Robert Serber[5]
- 1973 – Steven Weinberg[6]
- 1974 – Edwin Salpeter[7]
- 1975 – Nicholas Kemmer[8]
- 1976 – Yōichirō Nambu[9]
- 1977 – Feza Gürsey und Sheldon Lee Glashow[10]
- 1978 – Jocelyn Bell Burnell[11]
- 1979 – Abraham Pais[12]
- 1980 – Richard Dalitz[13]
- 1981 – Frederick Reines[14]
- 1982 – Maurice Goldhaber und Robert Marshak[15]
- 1983 – Victor Weisskopf[16]
- 1984 – John Archibald Wheeler[17]